# فرديناند فون أرنيم
فرديناند فون أرنيم (بالألمانية: Ferdinand von Arnim )‏ (و. 1814 – 1866 م) هو مهندس معماري، ورسام ألماني، توفي في برلين، عن عمر يناهز 52 عاماً.